# 紀元前536年
紀元前536年（きげんぜん536ねん）は、西暦（ローマ暦）による年。紀元前1世紀の共和政ローマ末期以降の古代ローマにおいては、ローマ建国紀元218年として知られていた。紀年法として西暦（キリスト紀元）がヨーロッパで広く普及した中世時代初期以降、この年は紀元前536年と表記されるのが一般的となった。

## 他の紀年法
- 干支 : 乙丑
- 日本
  - 皇紀125年
  - 安寧天皇13年
- 中国
  - 周 - 景王9年
  - 魯 - 昭公6年
  - 斉 - 景公12年
  - 晋 - 平公22年
  - 秦 - 哀公元年
  - 楚 - 霊王5年
  - 宋 - 平公40年
  - 衛 - 襄公8年
  - 陳 - 哀公33年
  - 蔡 - 霊侯7年
  - 曹 - 武公19年
  - 鄭 - 簡公30年
  - 燕 - 恵公9年
  - 呉 - 余祭12年
- 朝鮮
  - 檀紀1798年
- ベトナム :
- 仏滅紀元 : 9年
- ユダヤ暦 : 3225年 - 3226年

## できごと

### 中国
- 鄭で刑書を鋳こんだ刑鼎が作られた。
- 魯の季孫宿が晋に赴いた。
- 宋の華合比が衛に亡命した。
- 鄭で火災が起こった。
- 楚の公子弃疾が晋に赴いた。
- 楚の蔿洩が徐を攻撃すると、呉が徐を救援した。楚の令尹の蔿罷（子蕩）が呉を攻撃したが、房鍾で敗れた。
- 斉が恵公を送り込むべく、燕を攻撃した。

## 死去
- 文公 - 杞の君主